# Баклажан (название)
«Баклажан» — неофициальное название  электровагонов Московского метрополитена серии 81-760А/761А/763А «Ока», полученное ими из-за необычной бело-фиолетовой окраски в связи с изначальными планами по поставкам в Бакинский метрополитен, который, однако, впоследствии отказался от них, изменив техническое задание, заключающееся, в частности, в другом дизайне лобовой части головного вагона (т. н. «маски») и салона, таким образом став первым в московском метро и России со свободным проходом сквозь весь поезд и первым в московском метро с присутствием в нём промежуточных безмоторных вагонов, благодаря чему все последующие поезда также выпускаются с ними. 
Эксплуатировались сначала на Серпуховско-Тимирязевской линии с припиской к электродепо ТЧ-14 «Владыкино», затем были переведены на Калужско-Рижскую с припиской к ТЧ-10 «Свиблово», а после — Солнцевскую, по которой курсируют в количестве трёх штук; приписаны к ТЧ-18 «Солнцево».

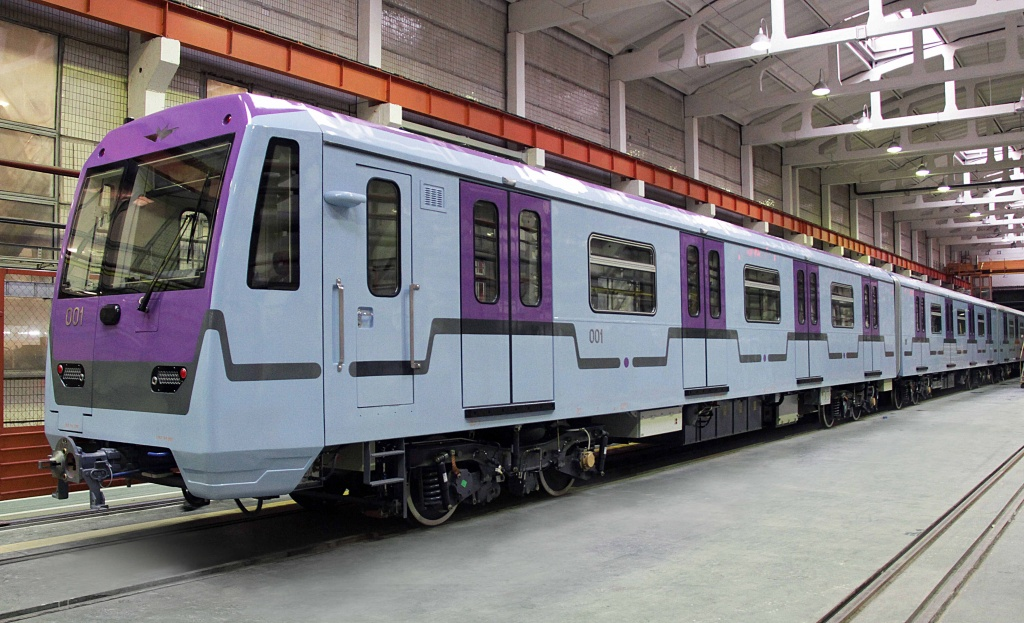
Первый электропоезд 81-760А/761А/763А «Ока», по окраске которого получил неофициальное название «Баклажан» в связи с изначальными планами по поставкам в Бакинский метрополитен

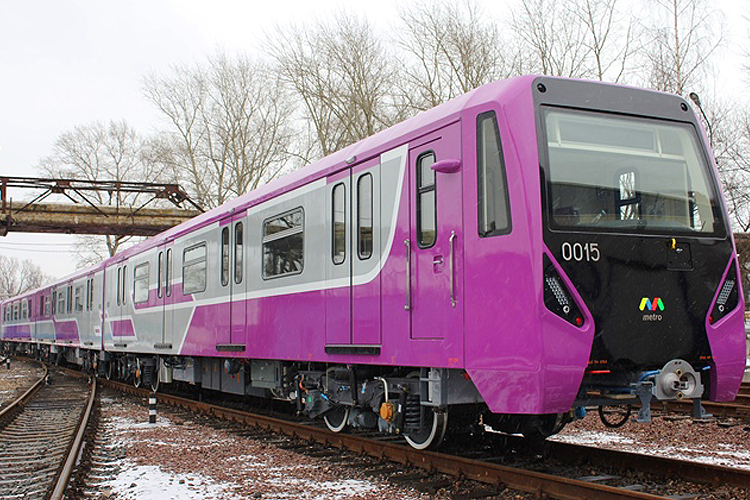
Третий электропоезд 81-760Б/761Б/763Б «Ока» на заводе, в итоге по изменённому техническому заданию отправленный в Бакинский метрополитен и эксплуатирующийся в нём